# Río Leiva
Río Leiva är ett vattendrag  i Chile.   Det ligger i regionen Región del Biobío, i den södra delen av landet, 500 km sydväst om huvudstaden Santiago de Chile.
I omgivningen kring Río Leiva växer i huvudsak städsegrön lövskog och området är ganska tätbefolkat, med 58 invånare per kvadratkilometer.